# Тимофей (скульптор)
Тимофей (IV век до н. э., Эпидавр, Пелопоннес — около 340 до н. э., Эпидавр, Пелопоннес) — предположительно карийский скульптор живший в V—III в, до н. э. Мавсол пригласил Тимофея при строительстве Галикарнасского мавзолея, Пифей и Сатир дали южный фасад Галикарнасского мавзолея для украшение скульптурами и барельефами фриза.